# آموزشگاه هنر
آموزشگاه هنر یک مؤسسهٔ آموزشی است که در درجهٔ نخست بر هنرهای تجسمی از جمله هنرهای زیبا بویژه تصویرسازی، نقاشی، عکاسی، مجسمه‌سازی و طراحی گرافیک تمرکز دارد. آموزشگاه‌های هنر می‌توانند مدرک تحصیلی ابتدایی و بالاتر دهند.
از دههٔ ۱۹۸۰ میلادی دانشکده و آموزشگاه‌های هنر در میان دانشگاه‌ها به رسمیت شناخته شد. هر فعالیت هنری پیش از آن به عنوان یک فعالیت آموزشی پذیرفته نمی‌شد و مدرکی به آن داده نمی‌شد. البته برخی بر این باورند که با این کار، خلاقیت از هنرآموزان گرفته شد.

## پیشینه
در طول عمر مدارس هنر، شش برنامهٔ آموزشی متفاوت در آنها ارائه شده‌است که عبارتند از: کارآموزی، دانشگاهی، صوری، نمایشی، مفهومی و حرفه ای.

### دوران کارآموزی
آموزش هنر در چارچوب کارآموزی، آموزش با توجه به آمیخته‌ای از اصول زیبایی‌شناسی و کاربردی است. در این روش هنرجو به سراغ کسی می‌رود که قبلاً در این زمینه به درجهٔ استادی رسیده‌است هنرجو نزد استاد می‌ماند و آموزش در کنار نگهداری از منزل و تهیه خوراک انجام می‌شود. بسیاری از استادان قدیم نقاشی به این روش آموزش دیدند. آنها آثار استاد خود را بازسازی (کپی) می‌کردند یا اینکه نقاشی‌هایی به شیوهٔ نقاشی استاد خود می‌کشیدند تا مهارت او را بیاموزند. هرگاه استاد به این نتیجه رسید که دوران کارآموزی به پایان رسیده‌است هنرجو باید با پدیدآوردن یک شاهکار، نشان دهد که آنچه به او آموخته شده به خوبی فرا گرفته‌است. امروزه در کلاس‌های عملی عکاسی و … همچنان چنین روشی کاربرد دارد.

### دوران دانشگاهی
برنامهٔ تحصیلی دانشگاهی در دوران سدهٔ ۱۶ میلادی از ایتالیا آغاز شد در آن دوران بود که فرهنگستان‌هایی تأسیس شد و تا سدهٔ ۱۹ میلادی به‌شمار فرهنگستان‌ها در اروپا و آمریکای شمالی افزوده شد. هنگامی که آموزش هنر به صورت علمی و دانشگاهی صورت گرفت، افراد برای پیشرفت به هوش و استعداد همزمان نیازمند بودند.

### دوران صوری
دوران صوری از اواسط سدهٔ ۲۰ میلادی آغاز شد و بر روی اجزای بنیادی هنر و کارهای هنری تمرکز می‌کرد مانند رنگ، شکل، بافت، خط‌ها و … در این دوران توجه بر روی مواد اولیه و فضایی بود که کار هنری ایجاد می‌کرد. باوهاوس در این زمینه بسیار شناخته شده‌است. در این حالت هنر برپایهٔ منطق، ریاضیات و فلسفه نوافلاطونی است که البته در آن دوران بسیار فراگیر بود.

### دوران نمایشی
روش آموزش نمایشی همزمان با آموزش صوری شکل گرفت. این روش بر روی جنبه‌های کاملاً متفاوتی از هنر تمرکز دارد و در آن به جای آنکه به اجزا و قطعه قطعهٔ یک کار هنری تمرکز کند هنرجویان را به این تشویق می‌کند که شهامت داشته باشند و احساسات درونی شان را بیرون بریزند و درجا در اثر هنری خود به نمایش بگذارند. این به دلیل بالا رفتن و فراگیر شدن رمانتیسم در دوران رنسانس بود.

### دوران آموزش مفهومی
آموزش مفهومی در اواخر سدهٔ ۲۰ میلادی آغاز شد و تمرکز آن نه تنها بر روی ایجاد اثر هنری است بلکه ارائه و توصیف فرایند فکری پشت آن است. هنگامی که ارزیابی کارهای هنری دیگران با اهداف آموزشی در آمریکای شمالی خیلی فراگیر شد این شیوهٔ آموزش به‌وجود آمد اما در اروپا خیلی زود به پایان رسید.

### آموزش حرفه ای
آموزش حرفه ای یا تخصصی در اواخر سدهٔ ۲۰ میلادی آغاز شد. در این روش آموزگار، هنر را از دیدگاه یک شغل حرفه ای به هنرجویان یاد می‌دهد و بر روی فرهنگ عامه تمرکز دارد. با این کار هنرجویان می‌توانند هم کارهای هنری خود را بالا ببرند و هم سطح زندگی شخصی خود را.